# Dogtown and Z-Boys
Pour plus de détails, voir Fiche technique et Distribution.
Dogtown and Z-Boys est un documentaire américain réalisé par Stacy Peralta, retraçant l'histoire du skateboard, sorti le 19 janvier 2001.

## Histoire
Le skateboard est né dans le quartier pauvre de Venice (surnommé Dogtown), en Californie. Là-bas, de jeunes skateurs du team Zéphyr (du nom de leur skateshop), véritables précurseurs du skateboard moderne, commencèrent à pénétrer dans les piscines vides pour y skater clandestinement. Ces jeunes skateurs de l'équipe Zéphyr sont surnommés les « Z-Boys », pour « Zéphyr-Boys ».

## Distribution
- Narrateur du documentaire : Sean Penn.